# Culprits
Culprits é uma série de televisão de assalto criada por J Blakeson. A série está programada para estrear no Star via Disney+ em vários países ao redor do mundo como Star Original.

## Premissa
Uma equipe que realizou assaltos encontra seus membros sendo mortos um por um.

## Elenco
- Nathan Stewart-Jarrett como Joe
- Gemma Arterton como Dianne
- Eddie Izzard
- Kirby Howell-Baptiste
- Niamh Algar
- Kamel El Basha
- Tara Abboud
- Ned Dennehy
- Kevin Vidal

## Produção
Em abril de 2021, o Disney+ encomendou várias séries de televisão produzidas na Grã-Bretanha, incluindo Culprits, que deveria ser escrita e dirigida por J Blakeson. Em agosto, Nathan Stewart-Jarrett seria escalado para o papel principal.
A produção da série começou em fevereiro de 2021, com adições ao elenco, incluindo Gemma Arterton, Eddie Izzard e Kirby Howell-Baptiste.
As filmagens da série ocorreram na Europa e em Ontário, com locais canadenses, incluindo Cambridge, Ontário, que se tornou um ponto quente no sudoeste de Ontário para filmagens em locações.